# Tjernjovo
Tjernjovo (bulgariska: Черньово) är ett distrikt i Bulgarien.   Det ligger i kommunen Obsjtina Ichtiman och regionen Sofijska oblast, i den västra delen av landet, 50 km sydost om huvudstaden Sofia.